# Maia Bouchier
Maia Emily Bouchier (* 5. Dezember 1998 in London, Vereinigtes Königreich) ist eine englische Cricketspielerin, die seit 2021 für die englische Nationalmannschaft spielt.

## Aktive Karriere
Bouchier erzielte ihren nationalen Durchbruch in der Saison 2020, als sie für die Southern Vipers die zweitbeste Batterin beim Gewinn der Rachael Heyhoe Flint Trophy 2020 war. Jedoch wurde sie nach dem Turnier als es Zweifel an ihrer Bowling-Technik gab für diese evaluiert und als diese als illegal bewertet wurde daraufhin als Bowlerin suspendiert. Sie arbeitete seitdem daran ihre Bowling-Technik zu überarbeiten. Ihr Debüt in der Nationalmannschaft gab sie im September 2021 in der WTwenty20-Serie gegen Neuseeland. Daraufhin erhielt sie einen Vertrag für die Melbourne Stars in der Women’s Big Bash League 2021/22. Im Sommer 2022 war sie Teil der englischen Mannschaft bei den Commonwealth Games 2022 und erreichte dort unter anderem gegen Sri Lanka 21 Runs. Nach der Saison verpasste sie einen zentralen Vertrag mit dem englischen Verband und kam erst wieder ins Team, nachdem sich andere Spielerinnen verletzten.